# Vino–Astana Motors
Vino Astana é uma equipe de ciclismo cazaquistanesa de categoria UCI Continental, criada em 2014. O nome da equipe se refere ao ciclista cazaquistanês Alexander Vinokourov.